# Dominique Lebrun
Dominique Julien Claude Marie Lebrun (Rouen, 10 de outubro de 1957) é um clérigo católico romano, arcebispo de Rouen e primaz da Normandia.

## Biografia

### Juventude e treinamento
Dominique Lebrun é filho de Auguste Lebrun, magistrado, e de Geneviève Facque, e é o caçula de uma família de oito irmãos. Ele passou sua infância em Villemomble. Ele obteve o título de mestre em direito civil pela Universidade Pantheon-Assas. antes de entrar no seminário francês de Roma em 1978 e depois no Instituto Católico de Paris. Defendeu sua tese de doutorado em ciências teológicas, dirigida pelo dominicano Pierre-Marie Gy, em 1990.
Sua mãe entrou na religião após a viuvez e o fim da educação dos filhos. Ela fez seus votos sob o nome de Irmã Geneviève Marie. Dominique Lebrun também foi, durante 13 anos, árbitro oficial da Federação Francesa de Futebol.

### Departamentos principais
Após o bacharelado obtido em 1973, ele entrou na faculdade de direito. Ele adere ao Movimento Juvenil Católico da França liderado por padres tradicionalistas da Fraternidade Sacerdotal de São Pio X. Em 1977 obteve o título de mestre em direito empresarial.
Em seguida, partiu para Roma para fazer os cursos do Angelicum e ingressou no Seminário francês em representação da diocese de Saint-Denis.
Ele foi ordenado sacerdote em 9 de junho de 1984 para a diocese de Saint-Denis. Foi vigário na paróquia de Saint-Baudile em Neuilly-sur-Marne de 1985 a 1994, depois pároco na paróquia de Saint-Germain de Pantin até 1998.
Ele então se tornou diretor espiritual do seminário francês de Roma até 2001, para retornar à sua diocese de Saint-Denis. É responsável pela formação permanente dos jovens sacerdotes da diocese e responsável pela missão ao mundo econômico e profissional de La Plaine-Saint-Denis ; ele oficia na igreja Sainte-Geneviève de la Plaine em Saint-Denis. Além disso, em 2003 foi nomeado pároco da Basílica de Saint-Denis e das demais paróquias do setor de Saint-Denis, bem como membro da mesa do conselho presbiteral.
De 1994 a 1997 dirigiu La Maison-Dieu, revista sobre a formação pastoral litúrgica, publicada pelas Éditions du Cerf sob a responsabilidade do Serviço Nacional de Pastoral Litúrgica e Sacramental. (CNPL), para a qual continuou pontualmente a escrever até 2002 
O padre, sempre de sandálias, é solicitado pelo núncio em junho de 2006. Oficialmente nomeado bispo de Saint-Etienne em 28 de junho de 2006, ele recebeu a consagração episcopal em 9 de setembro do Cardeal Philippe Barbarin. Em 2010, foi o primeiro bispo francês a participar da “marcha pela vida”.
Na Conferência Episcopal da França, foi membro do Conselho para a Comunicação. De 2008 a 2012, Presidente do Comitê Diretivo da RCF, Francophone Christian Radios. Hoje membro do Conselho de Família e Sociedade da Conferência Episcopal Francesa, mais particularmente para o mundo da justiça.
Em 10 de julho de 2015, ele foi nomeado pelo Papa Francisco arcebispo de Rouen. Foi instalado na Catedral de Rouen em 9 de outubro de 2015.
Ele abençoa em 3 de abril de 2016 na Catedral de Rouen, os novos sinos que compõem o carrilhão, produzidos pela fundição da Paccard.
No 29 de junho de 2016, recebe o pálio abençoado pelo Papa Francisco durante a solenidade dos Apóstolos Pedro e Paulo na Basílica de São Pedro, também concelebra a Missa junto ao altar com o Papa. Pela primeira vez na França, é no 8 de setembro durante uma cerimônia na Catedral de Ruão que o núncio apostólico Luigi Ventura, representante do papa na França, lhe impõe o pálio, símbolo de sua função de metropolita.

### Tomada de reféns de Saint-Étienne-du-Rouvray
Ele esteve presente na Jornada Mundial da Juventude na Polônia na terça-feira 26 de julho de 2016, quando um de seus padres, o padre Jacques Hamel, é selvagemente assassinado durante a missa matinal por dois islâmicos durante uma tomada de reféns na igreja de Saint-Étienne-du-Rouvray.
Da Polónia, o bispo recorda que: “A Igreja católica não pode levar outra arma senão a oração e a fraternidade entre os homens [continua]. Deixo aqui centenas de jovens que são o futuro da humanidade, a verdadeira. Peço-lhes que não desistam diante da violência e se tornem apóstolos da civilização do amor.» , e decide ingressar na diocese. É recebido em Paris à noite no Palácio do Eliseu pelo Presidente da República François Hollande.

## Links Externo
- Fiche sur le site de l'épiscopat français.
- (em inglês) Fiche, sur catholic-hierarchy.org.